# Exom
Exom je část genomu tvořená exony, neboli sekvencemi které vytvářejí mRNA po vystřižení intronů. Od transkriptomů se liší tím, že obsahují všechnu DNA, která je přepsána do mRNA v buňkách jakéhokoliv typu.
Exom lidského genomu je tvořen asi 180 000 exony, což je asi 1% celkového genomu . I když exom tvoří velice malou část celkového genomu, mutace v něm jsou dle současných odhadů zodpovědné až za 85 % nemocí podmíněných mutacemi  .